# قائمة العطل الرسمية في تركيا
قائمة العطل الرسمية في تركيا؛ أنشئت بموجب القانون 2429 الصادر في 19 مارس 1981 والذي حل محل القانون 2739 الصادر في 27 مايو 1935. هذه الأعياد يمكن تجميعها في الأعياد الوطنية والدينية. هناك حاليا 14.5 يوم عطلة عامة في تركيا.
     العطل العامة
     العطل الرسمية
     الاعياد الوطنية
     إجازات دينية
| التاريخ          | الاسم باللغة العربية                  | الاسم باللغة التركية                    | ملاحظات |
| ---------------- | ------------------------------------- | --------------------------------------- | --- |
| 1 يناير          | يوم رأس السنة الميلادية               | Yılbaşı                                 | اليوم الأول في السنة الميلادية الجديدة                                                                            |
| 23 نيسان / أبريل | عيد السيادة الوطنية ويوم الطفل        | Ulusal Egemenlik ve Çocuk Bayramı       | ذكرى أول افتتاح لمجلس الأمة التركي الكبير في أنقرة عام 1920. مخصص للأطفال.                                        |
| 1 أيار / مايو    | عيد العمال والتضامن                   | Emek ve Dayanışma Günü                  | |
| 19 أيار / مايو   | يوم ذكرى أتاتورك ويوم الشباب والرياضة | Atatürk'ü Anma, Gençlik ve Spor Bayramı | ذكرى بداية حركة التحرر الوطني التي بدأت في عام 1919 بنزول أتاتورك في سامسون. مخصص للشباب.                         |
| 15 يوليو         | يوم الديمقراطية والوحدة الوطنية       | Demokrasi ve Millî Birlik Günü          | ذكرى الوحدة الوطنية ضد محاولة الانقلاب على الديمقراطية في عام 2016.                                               |
| 30 أغسطس         | عيد النصر                             | Zafer Bayramı                           | ذكرى الانتصار في معركة دوملوبونار والتي بانتهائها انتهت حرب الاستقلال التركية في عام 1922 ، مكرسة للقوات المسلحة. |
| 29 أكتوبر        | عيد الجمهورية                         | Cumhuriyet Bayramı                      | ذكرى إعلان الجمهورية في عام 1923. أيضا عطلة نصف يوم في فترة ما بعد الظهر من اليوم السابق له.                      |
| 1 شوال           | عيد الفطر                             | Ramazan Bayramı أو Şeker Bayramı        | عيد إسلامي لمدة 3 أيام؛ 1و2و3 شوال. أيضا نصف يوم في فترة ما بعد الظهر من اليوم الأخير من رمضان.                   |
| 10 ذو الحجة      | عيد الأضحى                            | Kurban Bayramı                          | عيد إسلامي لمدة 3 أيام في أيام الحج؛10و11و12 ذو الحجة . أيضا نصف يوم في فترة ما بعد الظهر من يوم عرفة.            |

| تاريخ    | الاسم باللغة العربية | الاسم باللغة التركية        | ملاحظات                                                       |
| -------- | -------------------- | --------------------------- | ------------------------------------------------------------- |
| 27 مايو  | يوم الحرية والدستور  | Hürriyet ve Anayasa Bayramı | إحياء ذكرى انقلاب 1960. لوحظ بين عامي 1963 و 1981.            |
| 24 يوليو | عيد ملي              | İyd-i Millî                 | الاحتفال بالمشروطية الثانية. تمت ملاحظته بين عامي 1909 و1934. |

في مايو 2021، أعلن الرئيس التركي رجب طيب أردوغان عن خطة عمل جديدة لحقوق الإنسان. وبموجب الخطة "سيُسمح لموظفي القطاعين العام والخاص والطلاب بأخذ إجازة لقضاء العطلات الدينية التي يحتفلون بها، بغض النظر عن معتقداتهم الدينية".